# Sielsowiet Motol
Sielsowiet Motol (biał. Мотальскі сельсавет, Motalski sielsawiet; ros. Мотольский сельсовет) – sielsowiet na Białorusi, w obwodzie brzeskim, w rejonie janowskim, z siedzibą w Motolu.

## Demografia
Według spisu z 2009 sielsowiet Motol zamieszkiwało 5249 osób, w tym 5106 Białorusinów (97,28%), 65 Rosjan (1,24%), 59 Ukraińców (1,12%), 4 Polaków (0,08%), 3 Kazachów (0,06%), 9 osób innych narodowości i 3 osoby, które nie podały żadnej narodowości.

## Geografia i transport
Sielsowiet położony jest na Polesiu, w północnej części rejonu janowskiego. Największą rzeką jest Jasiołda. Większą część jego terytorium zajmują niezamieszkane obszary mokradeł. Znajduje się tu fragment Sporowskiego Rezerwatu Biologicznego.
Przez sielsowiet przebiegają jedynie drogi lokalne.

## Miejscowości
- agromiasteczka:
  - Motol
  - Tyszkowicze